# 尿嘧啶
尿嘧啶（Uracil /ˈjʊərəsɪl/，简写U），或作脲嘧啶，是組成RNA的四种鹼基之一。在DNA的轉錄時取代 DNA 中的胸腺嘧啶（T），與腺嘌呤配對。将尿嘧啶甲基化即得胸腺嘧啶（即5-甲基尿嘧啶）。

## 安全術語
S24/25A避免接触皮肤和眼睛。

## 貯藏運輸
密封陰涼乾燥保存。

## 外部連結
- Uracil MS Spectrum （页面存档备份，存于）